# جغدباز فیلیپینی
جغدباز فیلیپینی یک تافته گونه‌ای از جغدهای خانواده جغدان راستین (Strigidae) و همه آنها بومی فیلیپین هستند.
گونه جغدباز فیلیپینی را می‌توان در مناطق جنگلی تا ارتفاع ۱۸۰۰ متری یافت، اگرچه آنها بیشتر در مناطق کمتر از ۱۰۰۰ متر بالاتر از سطح دریا زندگی می‌کنند. زیستگاه‌های طبیعی آن جنگل‌های دشت نمناک نیمه‌گرمسیری یا گرمسیری و جنگلهای کوهستانی نمناک نیمه‌گرمسیری یا گرمسیری هستند. همه گونه‌ها در حدود فوریه جفت‌گیری می‌کنند و لانه‌ها را می‌توان در درختان توخالی یافت.